# 伊利萨尔
伊利萨尔（Irizar）為歐洲客車車身生產商，於1889年在西班牙成立。其產品主要作內銷及出口到到鄰國，甚至遠至亞洲。1995年，在中國大陸設廠，名為天津伊利薩爾。